# Batalla de Éfeso
La batalla de Éfeso (498 a. C.) fue una batalla de la rebelión jónica en la que el sátrapa Artafernes derrotó a las fuerzas de los insurrectos jonios, vengando así el sitio de Sardes.

## Preludio
Los griegos jónios, aliados entonces al poderoso Imperio persa, se habían sublevado contra los persas a instigación de Aristágoras de Mileto. Después de la revuelta, él había viajado llevando la petición de ayuda por las ciudades griegas. Esparta había rechazado enviar cualquier tipo de apoyo pero Atenas acordó enviar 20 barcos, y Eritrea, que debía una deuda de honor al milesio, envió cinco. El ejército combinado jónico, ateniense y eritreo sitió y quemó Sardes. Aristágoras no había participado en esta misión, pero había permanecido en Mileto y confió el mando de los jónios a su hermano Charopines y a otro ciudadano llamado Hermofanto, durante el sitio de Sardis, los persas habían ofrecido resistencia, y los jonios y sus aliados se habían retirado hacia sus barcos en Éfeso.

## La batalla
Después de la destrucción de Sardes, Artafernes, que hasta entonces había logrado esconderse en su acrópolis junto con una fuerte guarnición durante el sitio, reunió a un ejército persa para perseguir a los rebeldes jonios. Siguió de cerca al ejército griego que se retiraba a Éfeso (que estaba a aproximadamente a tres días de Sardes). Los griegos formaron fuera de las murallas de la ciudad para recibir el ataque persa. Aguantaron lo que pudieron, pero los persas salieron victoriosos. Muchos de los griegos fueron asesinados, incluyendo el comandante eritreo Eualcides.

## Consecuencias
La rebelión jónica no fue aplastada en esta batalla y seguiría durante los cuatro siguientes años, antes de que finalmente fueron derrotados por los persas. Sin embargo, la batalla de Éfeso marcó el final de participación ateniense en la rebelión. Rechazaron todas las llamadas de apoyo de Aristágoras.